# شهرستان بنوئه
شهرستان بنوئه (به لاتین: Bénoué) یک منطقهٔ مسکونی در کامرون است که در منطقه شمال (کامرون) واقع شده‌است. شهرستان بنوئه ۱۳٬۶۱۴ کیلومتر مربع مساحت و ۱٬۷۸۱٬۹۵۵ نفر جمعیت دارد.